# Sycute dendyi
Sycute dendyi és una espècie d'esponja calcària, marina i amb espícules formades per carbonat de calci. L'esponja és l'única espècie del gènere Sycute, de la família Grantiidae. El nom científic de l'espècie va ser publicat per primera vegada el 1895 per Harry Borrer Kirk.